# ヴィジラント (ミサイル)
ヴィジラント (Vigilant) は、イギリス陸軍で使われた対戦車ミサイル。クレバイト (Clevite) という名称でアメリカ海兵隊も採用し、アメリカでライセンス生産された。

## 概要
イギリス陸軍向けにヴィッカース（ヴィッカース・アームストロング）社が開発した。ヴィジラントの名称は用心深いという意味ではなく、携行型可視光軽対戦車ミサイル (VIGILANT; Visually Guided Infantry Light Anti-Tank missile) の頭字語（アクロニム）である。
後継のスウィングファイアと同じく、有線誘導と光学誘導を使用した。歩兵だけでなく、フェレット装甲車やランドローバーのような車両にも搭載できた。

## 採用国
- イギリス
- フィンランド
- スイス
- クウェート
- アラブ首長国連邦